# René-Auguste de Chateaubriand
Pour les articles homonymes, voir Chateaubriand.
Pour les autres membres de la famille, voir Famille de Châteaubriant.
René-Auguste de Chateaubriand, comte de Combourg (né au manoir des Touches à Guitté le 23 septembre 1718, et mort à Combourg le 6 septembre 1786), est un officier de marine, armateur et négrier français. Il est le père de Jean-Baptiste de Chateaubriand et de l'écrivain François-René de Chateaubriand.

## Biographie
Issu d'une vieille famille de la noblesse bretonne désargentée, originaire de la Guérande à Hénanbihen, René-Auguste de Chateaubriand est le fils de François de Chateaubriand et de Perronelle Claude Lamour de Lanjégu. À l'âge de quinze ans, il s'engage dans la marine et participe à la guerre de Succession d'Autriche, comme lieutenant sur l'Assomption en guerre et en marchandises en 1745, sur lequel il fait enrôler son frère Pierre. Puis son frere Joseph en 1746 sur le corsaire le Tigre, dont il était second capitaine. Sur ce navire, il prend part à deux croisières, mais est fait prisonnier. En 1747, il devient capitaine commandant le Blancfort vers les Antilles pour le roi.
Installé à Nantes entre 1748 et 1757, il réalise trois voyages vers la colonie de Saint-Domingue (actuelle Haïti), puis une nouvelle sur le navire Apollon armé par Mosneron.
Il épouse à 34 ans, en 1753 Apolline de Bédée (1726-1798), avec qui il a dix enfants, dont six survivront : Jean-Baptiste de Chateaubriand, officier et conseiller au Parlement de Bretagne, mort guillotiné, gendre de Louis Le Peletier de Rosambo et père de Geoffroy Louis de Chateaubriand ; Marie Anne Françoise, comtesse de Marigny ; Bénigne Jeanne, comtesse de Québriac, puis Mme de La Celle de Châteaubourg ; Julie, épouse d' Annibal Pierre François de Farcy ; Lucile et François-René.
Il s'établit ensuite comme armateur à Saint-Malo, s'associant notamment à son frère Pierre (père d'Armand de Chateaubriand) et aux Espivent de La Villesboisnet, et s'enrichit dans les colonies. Il arme, pour la guerre de course durant la guerre de Sept Ans ou le commerce, notamment la Villégénie, l'Amaranthe, le Vautour et la Providence à Saint-Malo et la Renoncule et le Jeune-Auguste à Rochefort. Plusieurs des expéditions qu'il organise sont destinées à la traite négrière,.

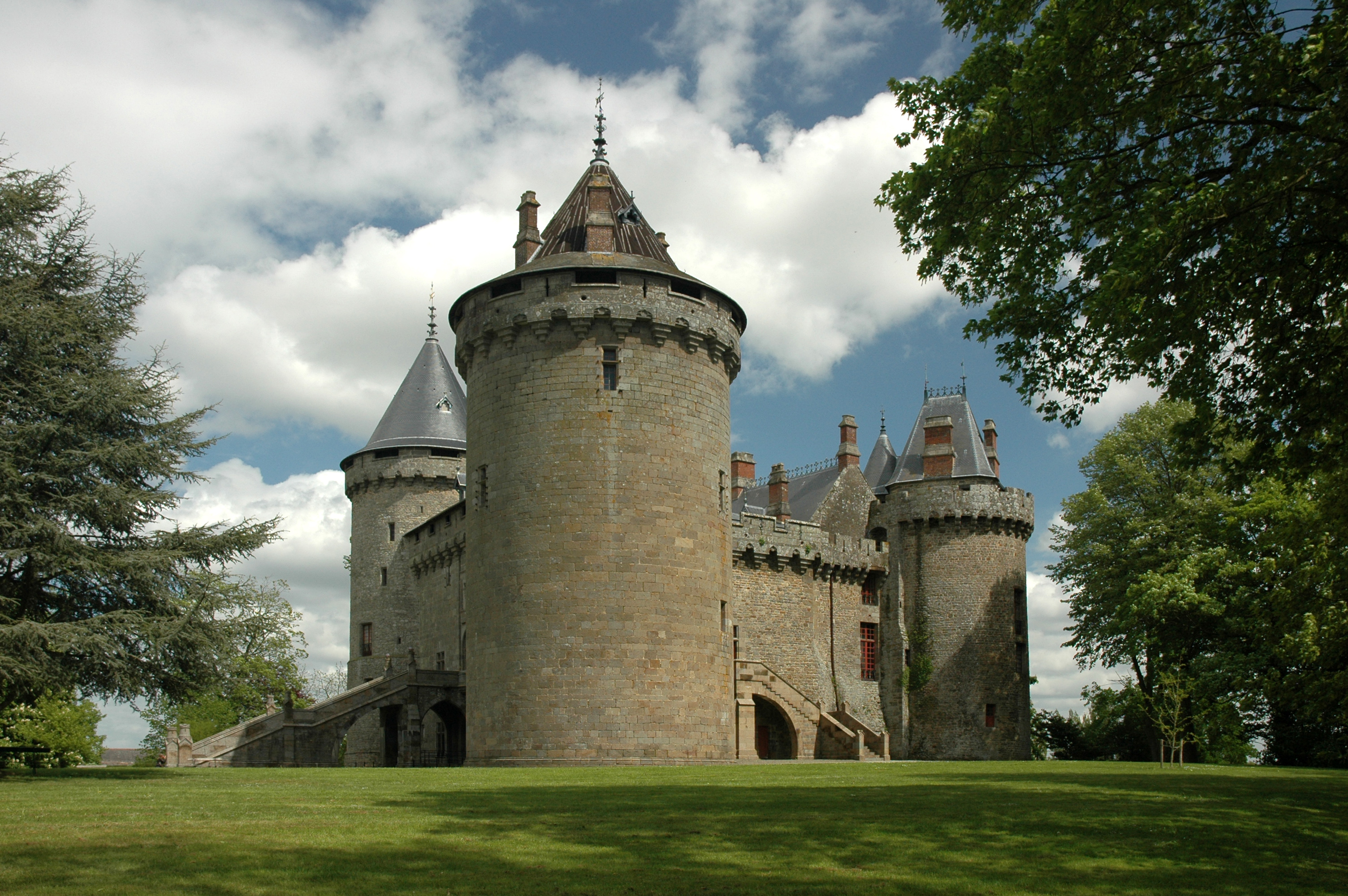
Le château de Combourg.

Il acquiert le domaine de Combourg pour 300 000 livres en 1771 grâce à ses armements corsaires pendant la guerre de Sept ans.